# ماراواتو ، تسیئومبه
ماراواتو (به لاتین: Marovato) یک منطقهٔ مسکونی در ماداگاسکار است که در تسیهومبه (بخش) واقع شده‌است.
 ماراواتو  ۱۳٬۰۰۰ نفر جمعیت دارد و ۱۹۹ متر بالاتر از سطح دریا واقع شده‌است.